# Affaire du Crédit municipal de Paris
L'affaire du Crédit municipal de Paris est une affaire politico-financière française.
Le Crédit municipal de Paris a été le théâtre de détournements de fonds, sous la direction de Guy Legris, proche de Jacques Dominati et Jean Tiberi.

## Directeurs
- Guy Legris (août 1999-juillet 2001)